# 해나 웨어
해나 로즈 웨어(영어: Hannah Rose Ware, 1982년 12월 8일 ~ )는 잉글랜드의 모델, 배우이다.

## 출연 작품
- 코드명 엔젤 (2018)
- 애프터매스 (2017)
- 히트맨: 에이전트 47 (2015)
- 비트레이얼 (2013)
- 올드보이 (2013)
- 보스 시즌2 (2012)
- 보스 (2011)
- 셰임 (2011)
- 캅 아웃 (2010)